# 斎藤拙堂
斎藤 拙堂（さいとう せつどう、1797年（寛政9年） - 1865年9月4日（慶応元年7月15日））は、幕末の朱子学者。諱は正謙、字は有終、通称は徳蔵。号は拙堂、鉄研学人。

## 生涯

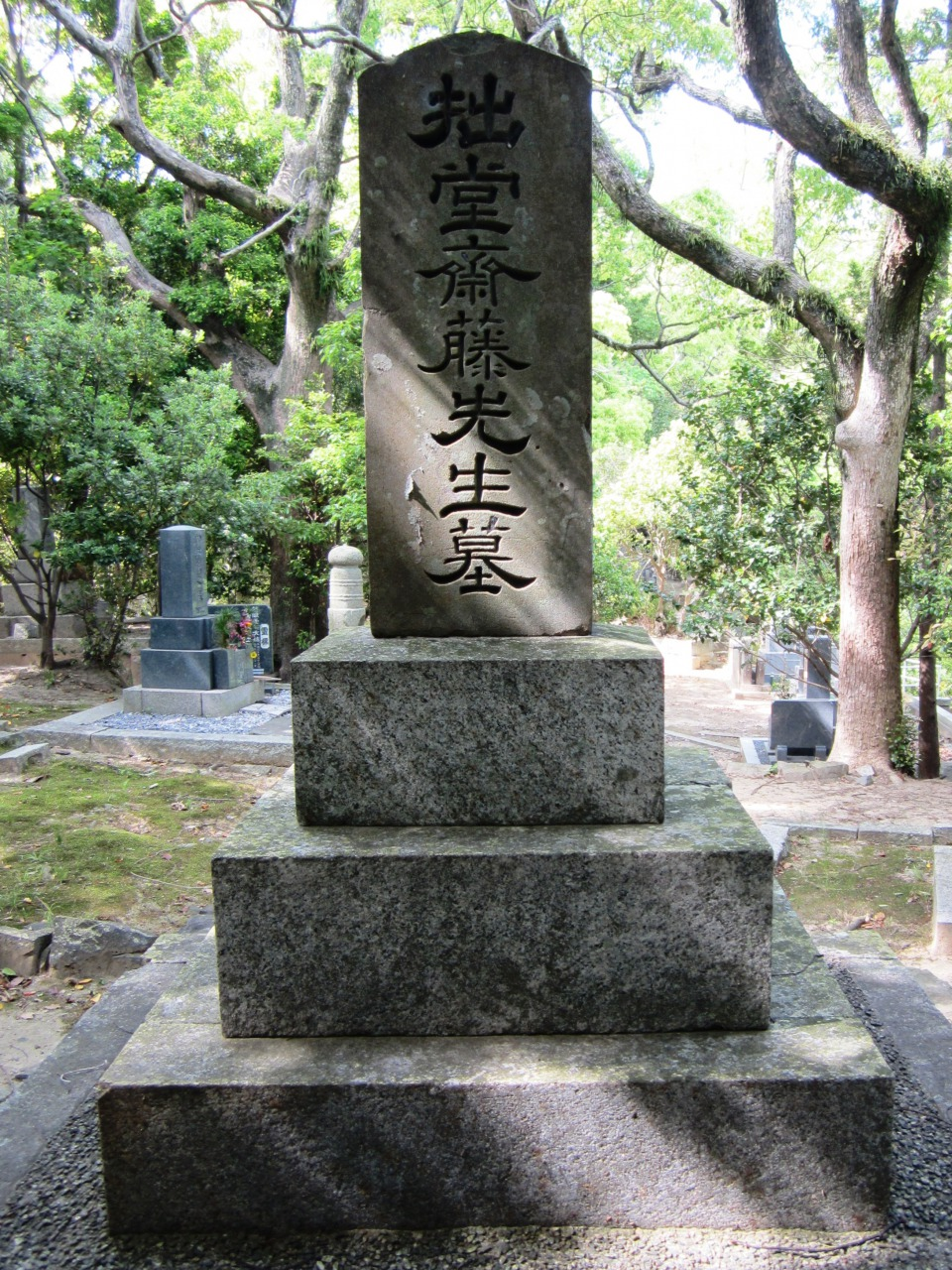
四天王寺の墓

1797年（寛政9年）、津藩士の子として江戸の藩邸内にて生まれ、昌平黌で古賀精里の教えを受ける。1820年（文政3年）24歳で、古文に通じた人物として藩校有造館の創設に加わり、1824年（文政7年）藩主藤堂高猷の侍講となった。
1841年（天保12年）、郡奉行に任ぜられ、地方役人や庄屋の不正を糺した。弘化元年（1844年）、有造館の督学（校長）となると、学則を改め人材を挙げ、広く書籍を購入し文庫を増設し、『資治通鑑』294巻を刊行した。アヘン戦争後には海外事情についても研究を重ね、時勢の変遷にも敏感に対処した。拙堂自身は一貫した朱子学者であったが、西洋の文物でも優れているものはそれを認めて、和漢洋の折衷によってより良いものにしていくこと（和洋折衷）を唱えた。そのため、有能な藩士を江戸に送り、洋学や西洋兵術を学ばせ、種痘術の渡来に際しては有造館に種痘館を開き、率先して藩内に施行し、洋式軍制を取り入れるなどの藩政改革にも関わった。
1855年（安政2年）、幕府の命で江戸に赴き、将軍徳川家定に拝謁した。幕府は拙堂を儒官に抜擢しようとしたが、主君の元を去り難しと拙堂はこれを辞退している。
1859年（安政6年）致仕、1865年（慶応元年）没。墓所は三重県津市四天王寺。
1924年（大正13年）、正五位を追贈された。

## 人物
頼山陽や大塩平八郎、渡辺崋山、吉田松陰など、多数の儒者、文人との交流ももった。弟子に三島中洲、河井継之助らがいる。
その博学ぶりは広く世に知られたが、特に漢文をもって知られ、古今の漢文について評した『拙堂文話』や武士のあり方について論じた『士道要論』『海防策』など、その執筆分野は多岐にわたっている。また経世論の関心も強く、海外事情などを調べ『海外異伝』『魯西亜外記』などを著した。しかし、拙堂の最も得意としたのは紀行文であり、『月瀬記勝』は大和国月ケ瀬を梅の名所にたらしめ、頼山陽の『耶馬渓図巻記』と並んで紀行文の双璧とされ、拙堂の名を高めた。
後南朝の名付け親としても知られている。

## 著書
- 『伊勢国司記略』
- 『拙堂紀行文詩』
- 『拙堂文話』
- 『月瀬記勝』
- 『南遊志』
- 『海外異伝』
- 『魯西亜外記』
- 『士道要論』
- 『海防策』